# Horsley Park, New South Wales
Horsley Park este o suburbie în Sydney, Australia.